# Kew Gardens állomás
A Kew Gardens a londoni metró és az Overground egyik állomása a 3-as és 4-es zóna határán, a District line és a North London Line érinti.

## Története
Az állomást 1869. január 1-jén adták át a London and South Western Railway részeként. 1916. június 3-án megszűnt a vonalon a London and South Western Railway.
1877-től 1906-ig a Metropolitan Railway is érintette az állomást. A District Railway vonatai 1877. június 1-je óta közlekednek erre.

## Forgalom
| Járat | Útvonal | Gyakoriság      |
| ----- | --- | --------------- |
|       | Upminster – Upminster Bridge – Hornchurch – Elm Park – Dagenham East – Dagenham Heathway – Becontree – Upney – Barking – East Ham – Upton Park – Plaistow – West Ham – Bromley-by-Bow – Bow Road – Mile End – Stepney Green – Whitechapel – Aldgate East – Tower Hill – Monument – Cannon Street – Mansion House – Blackfriars – Temple – Embankment – Westminster – St. James’s Park – Victoria – Sloane Square – South Kensington – Gloucester Road – Earl’s Court – West Kensington – Barons Court – Hammersmith – Ravenscourt Park – Stamford Brook – Turnham Green – Gunnersbury – Kew Gardens – Richmond | 10 percenként   |
|       | Richmond – Kew Gardens – Gunnersbury – South Acton – Acton Central – Willesden Junction – Kensal Rise – Brondesbury Park – Brondesbury – West Hampstead – Finchley Road & Frognal – Hampstead Heath – Gospel Oak – Kentish Town West – Camden Road – Caledonian Road & Barnsbury – Highbury & Islington – Canonbury – Dalston Kingsland – Hackney Central – Homerton – Hackney Wick – Stratford | 8-10 percenként |

## Átszállási kapcsolatok
| Állomás     | Átszállási kapcsolatok             |
| ----------- | ---------------------------------- |
| Kew Gardens | Helyi buszok (Kew Gardens Station) |

## Fordítás
- Ez a szócikk részben vagy egészben  a   Kew Gardens station (London) című angol Wikipédia-szócikk fordításán alapul.  Az eredeti cikk szerkesztőit annak laptörténete sorolja fel. Ez a jelzés csupán a megfogalmazás eredetét és a szerzői jogokat jelzi, nem szolgál a cikkben szereplő információk forrásmegjelöléseként.